# Платон Руслан Сергійович
Руслан Сергійович Платон (нар. 12 січня 1982 с. Снячів, Сторожинецький район, Чернівецька область) — український футболіст, нападник. Провів понад 400 офіційних матчів у складі українських команд за роки незалежності.

## Біографія
Професійну кар'єру розпочав у чернівецькій «Буковині». За буковинський клуб у 2000—2001 роках зіграв 39 матчів (3 голи).
У 2001 році перейшов у команду «Карпати». Спочатку в основному складі «Карпат» грав зовсім небагато, здебільшого лише ненадовго виходив на заміну та виступав за «Карпати-2». Проте коли львівський клуб виступав у першій лізі, він став основним нападником та провів понад 60 матчів. Загалом за всі «карпатівські» команди забив понад 30-ть голів.
У 2007 році перейшов у ФК «Харків», де мав був замінити в нападі Олександра Гладкого, який пішов в донецький «Шахтар», проте стати основним гравцем в нього не вийшло і друге коло чемпіонату 2007/08 він провів в оренді за «Закарпаття», де відіграв 11 матчів і забив 2 м'ячі.
У наступному сезоні 2008/09 став основним нападником «городян», зігравши у 26 матчах чемпіонату, проте за підсумками року команда зайняла останнє місце в чемпіонаті та вилетіла в першу лігу, тому Платон покинув команду.
В липні 2009 року Руслан підписав контракт з «Таврією» і грав у команді три роки, провівши за цей час за клуб 53 матчі, в яких забив 12 голів, а також став володарем Кубка України 2010 року.
У липні 2012 року контракт гравця з клубом завершився і не був продовжений, і вже в серпні Платон повернувся в рідну «Буковину», що виступала в першій лізі. В чернівецькому клубі Платон відразу став основним голеадором, забивши за сезон у 25 матчах чемпіонату 16 голів, чим допоміг команді зайняти 4 місце в Першій лізі.
Влітку 2013 року підписав контракт з прем'єрліговим запорізьким «Металургом». Наприкінці 2015 року залишив запорізьку команду у зв'язку з процесом ліквідації клубу.
У березні 2016 року став гравцем аматорської кримської команди «ТСК-Таврія», яка виступає в окупаційній «Прем'єр-лізі Кримського футбольного союзу» під егідою УЄФА. Після закінчення сезону 2016/17 завершив кар'єру гравця і став тренером клубу, проте вже у січні 2018 року подав у відставку разом з іншими членами тренерського штабу. Пізніше став тренером клубу «Артек» (Ялта) виступаючого в аматорському чемпіонаті Криму. У листопаді 2018 року залишив «Артек» разом із усіма провідними гравцями і в лютому 2019 року став гравцем клубу «Фаворит ВД-Кафа» виступаючи також у чемпіонаті окупованого Криму. Згодом грав за інші місцеві клуби «Гвардієць» та «Рубін» (Ялта).
По завершенні ігрової кар'єри став тренером з техніки в Академії футболу Криму.

### Факти
- У Вищій / Прем'єр-лізі України провів 169 матчів, забив 23 голи.
- У Першій лізі України провів 194 матчі, забив 47 голів.
- У Кубку України провів 18 матчів, забив 7 голів.
- У Лізі Європи УЕФА провів 1 матч.

## Досягнення

### Командні
- Володар Кубка України (1): 2009/10
- Срібний призер Першої ліги України (1): 2005/06
- Переможець Другої ліги України (1): 1999/00